# Campeonato Brasiliense de Futebol de 2022 - Segunda Divisão
O Campeonato Brasiliense de Futebol de 2022 - Segunda Divisão foi a 26ª edição da segunda divisão do futebol do Distrito Federal. A competição, organizada pela Federação de Futebol do Distrito Federal, o torneio foi disputado entre 30 de julho e 17 de setembro por 14 equipes do Distrito Federal e Goiás.

## Regulamento
Na primeira fase, as 14 equipes serão divididas em 2 grupos, onde jogarão entre si em seus respectivos grupos em jogos somente de ida, onde as duas melhores classificadas de cada grupo avançarão para as semifinais.
Na semifinal, os confrontos serão definidos por cruzamento olímpico (2°A x 1°B, 2°B x 1°A) onde farão jogos de ida e volta com a vantagem do mando de campo no jogo de volta para a equipe de melhor campanha. Ao final, as equipes vencedoras dos confrontos avançarão para a final e garantirão uma vaga para a Primeira Divisão em 2023.
Na final, os dois clubes farão um jogo único, onde a vencedora do confronto se consagrará campeã da competição.

### Critérios de desempate
1. Maior número de vitórias
2. Maior saldo de gols
3. Maior número de gols pró
4. Menor número de cartões vermelhos recebidos
5. Menor número de cartões amarelos recebidos
6. Sorteio

## Equipes participantes
| Equipe                                                        | Localidade               | Em 2021        | Estádio (mando em 2022) | Capacidade | Títulos            |
| ------------------------------------------------------------- | ------------------------ | -------------- | ----------------------- | ---------- | ------------------ |
| Associação Recreativa Cultural Unidos do Cruzeiro (ARUC)      | Cruzeiro                 | 7º             | Orias da Silva Lima     | -          | 0 (não possui)     |
| Associação Botafogo Futebol Clube                             | Cristalina (GO)          | Não participou | Salvador Amado          | 3 000      | 1 (em 2006)        |
| Sociedade Esportiva Ceilandense                               | Ceilândia                | 4º             | Abadião                 | 4 000      | 1 (em 2009)        |
| CFZ de Brasília Sociedade Esportiva                           | Brasília                 | Não participou | Orias da Silva Lima     | -          | 1 (em 2010)        |
| Cruzeiro Futebol Clube                                        | Cruzeiro                 | 8º             | Ninho do Carcará        | 1 500      | 0 (não possui)     |
| Grêmio Esportivo Brazlândia                                   | Brazlândia               | 3º             | Rorizão                 | 8 000      | 2 (último em 2011) |
| Grêmio Esportivo Valparaíso (GREVAL)                          | Valparaíso de Goiás (GO) | Não participou | Salvador Amado          | 3 000      | 0 (não possui)     |
| Legião Futebol Clube                                          | Brasília                 | 9º             | Estádio Boca do Jacaré  | 27 000     | 0 (não possui)     |
| Planaltina Esporte Clube                                      | Planaltina               | 5º             | Estádio Joaquim Roriz   | 8 000      | 0 (não possui)     |
| Real Brasília Futebol Clube                                   | Brasília                 | 9º (A)         | Defelê                  | 1 500      | 2 (último em 2016) |
| Riacho City Futebol Clube                                     | Riacho Fundo             | 10º            | Abadião                 | 4 000      | 1 (em 2017)        |
| Samambaia Futebol Clube                                       | Samambaia                | 10º (A)        | Rorizão                 | 8 000      | 2 (último em 2020) |
| Sociedade Esportiva Planaltina Samambaense (SESP Samambaense) | Samambaia                | 6º             | Rorizão                 | 8 000      | 0 (não possui)     |
| Sobradinho Esporte Clube                                      | Sobradinho               | 11º (A)        | Augustinho Lima         | 15 000     | 2 (último em 2003) |

## Fase final
|  | Semifinais 3 a 10 de setembro | Semifinais 3 a 10 de setembro | Semifinais 3 a 10 de setembro | Semifinais 3 a 10 de setembro |   |           | Final 17 de setembro | Final 17 de setembro |
|  |                               |                               |                               |                               |   |           |                      |                      |
|  | Ceilandense                   | 1                             | 0                             | 1                             |   |           |                      |                      |
|  | Samambaia                     | 2                             | 3                             | 5                             |   |           |                      |                      |
|  | Samambaia                     | 2                             | 3                             | 5                             |   | Samambaia | 1 (4)                |                      |
|  |                               |                               |                               |                               |   | Samambaia | 1 (4)                |                      |
|  |                               | Real Brasília                 | 1 (2)                         |                               |   |           |                      |                      |
|  | Real Brasília                 | Real Brasília                 | 1 (2)                         | 1                             | 1 | 2         |                      |                      |
|  | Real Brasília                 |                               |                               | 1                             | 1 | 2         |                      |                      |
|  | Planaltina                    | 0                             | 0                             | 0                             |   |           |                      |                      |

## Premiação
| Campeonato Brasiliense Segunda Divisão 2022 |
| ------------------------------------------- |
| Samambaia Campeão (3.º título)              |

## Técnicos
| Equipe            | Técnico                                    |
| ----------------- | ------------------------------------------ |
| ARUC              | Hugo Matos (1ª—6ª, primeira fase)          |
| Botafogo-DF       | Luciano Lamoglia (1ª—6ª, primeira fase)    |
| Ceilandense       | Mariozan Felipe (1ª—semifinal)             |
| Cruzeiro-DF       | Lucas Saraiva (1ª—6ª, primeira fase)       |
| Grêmio Brazlândia | Luiz Henrique Lima (1ª—6ª, primeira fase)  |
| GREVAL            | Matheus Nery (1ª—6ª, primeira fase)        |
| Legião            | Marcus Vinicius (1ª—6ª, primeira fase)     |
| Planaltina        | Hugo Pilo (1ª—semifinal)                   |
| Real Brasília     | Luís Carlos Souza (1ª—final)               |
| Riacho City       | Marco Antônio Alves (1ª—6ª, primeira fase) |
| Samambaia         | Luís dos Reis (1ª—final)                   |
| SESP Samambaense  | Marcos Sidney (1ª—6ª, primeira fase)       |
| Sobradinho        | Victor Santana (1ª—6ª, primeira fase)      |